# Raiko
Raiko (jap. 雷鼓, tłum. grom) – japoński sztuczny satelita typu CubeSat 2U, nazwany na cześć japońskiego boga piorunów, operowany przez uniwersytety Tohoku i Wakayama. Jeden z 5 nanosatelitów, które 4 października 2012 zostały wypuszczone z modułu JEM Kibō będącego częścią Międzynarodowej Stacji Kosmicznej z użyciem zasobnika J-SSOD. Satelita spłonął w atmosferze Ziemi 6 sierpnia 2013 r.
Satelita miał masę 2,6 kg. Jego wyposażenie stanowiły trzy sensory optyczne. Pierwszy z nich (WFC) zaopatrzony był w szerokokątny obiektyw o polu widzenia 134 x 180 stopni, zapewniający widzenie z perspektywy „rybiego oka”. Drugi (PCC) służył do fotografowania i analizy położenia satelity względem ISS. Trzecim był czujnik gwiazd (HSS) bez wbudowanego procesora pozwalającego określić pozycję względem sfery niebieskiej (dane analizowane były na Ziemi). Ponadto na pokładzie CubeSata umieszczono rozkładaną membranę (DOM) o wymiarach 50 x 50 cm służącą do przyspieszenia deorbitacji. Miała zostać otwarta, gdy wysokość orbity satelity będzie niższa niż 300 km. Ostatnim z eksperymentów był transmiter nadający w paśmie Ku.
Raiko wraz z innymi 4 satelitami został umieszczony w statku Kounotori 3, wystrzelonym za pomocą rakiety H-IIB F3 z Centrum Lotów Kosmicznych Tanegashima 21 lipca 2012 roku.